# Jean-Marie Girault
Pour les articles homonymes, voir Girault.
Jean-Marie Girault, né le 9 février 1926 à Pont-l’Évêque et mort le 1er mai 2016 à Caen, est un homme politique français, ancien sénateur-maire de Caen.

## Biographie
Étudiant à la faculté de droit de Caen, Jean-Marie Girault obtient une licence et un diplôme d'études supérieures de droit privé et de droit public. En juin 1944, il s'engage dans les équipes d'urgence de la Croix-Rouge française lors du Débarquement, pour secourir les victimes des bombardements.
Avocat à la Cour d'Appel de Caen de décembre 1947 à 1998, il y défend notamment dans les années 1990 Jean-Marie Daillet, ancien député de la Manche, poursuivi pour recel d'abus de biens sociaux.
Entré au conseil municipal de Caen en 1959, comme adjoint de Jean-Marie Louvel, il est élu, à la mort de ce dernier, en 1970, maire de la ville et conseiller général du premier canton de Caen aux élections de 1970. Aux élections sénatoriales de 1971, il est élu sénateur républicain indépendant du Calvados et est reconduit à la tête de la mairie contre une liste mené par un ancien adjoint Centre démocrate de Jean-Marie Louvel, alliant centre et gauche.
Après la victoire de Valéry Giscard d'Estaing en 1974, il vise en vain le secrétariat d'État à la Jeunesse et aux Sports et perd face à Louis Mexandeau dans la reconquête de la circonscription de Caen aux législatives de 1978. Pendant 30 ans, la vie politique caennaise se caractérise par le duel entre le maire centriste et le député socialiste. Comme maire, il modernise Caen, en créant de nouveaux quartiers (La Folie-Couvrechef autour du Mémorial de Caen qu'il fait également bâtir), en améliorant l'accessibilité de la ville (construction du boulevard périphérique de Caen, électrification de la ligne ferroviaire Paris-Caen), en perfectionnant les transports en commun (transport léger guidé de Caen) et en développant le port de Caen-Ouistreham. Il participe également à la création, en 1990, du district du grand Caen. Outre le Mémorial pour la Paix, il est à l'origine du stade Michel-d'Ornano et du Zénith.
Réélu à la Chambre haute aux élections de 1980 et 1989, il siège à la commission des lois constitutionnelles, de la législation, du suffrage universel, du règlement et d'administration générale. À partir de 1979, il préside la commission des finances de l'assemblée départementale, jusqu'à la fin de son mandat cantonal en 1989. Il est le coauteur du rapport au Sénat sur le naufrage de l'Amoco Cadiz en 1978 et participe dix ans plus tard à la négociation des accords de Matignon. Il a aussi préparé les accords de Nouméa en Nouvelle-Calédonie, son dernier combat national. En 1995, il devient secrétaire général de l'Association des maires de grandes villes de France.
Le 16 juin 1986, il fut l'un des rares élus français à avoir le privilège d'être reçu dans le bureau ovale de la Maison-Blanche, par Ronald Reagan.
Pour les élections sénatoriales de 1998, il forme une liste avec Ambroise Dupont et Jean-Léonce Dupont mais, contre toute attente, il est largement battu par le président UDF du conseil régional René Garrec, qui s'était présenté seul. Il décide de ne pas se représenter à la mairie de Caen et soutient Brigitte Le Brethon qui est élue en 2001.
Jean-Marie Girault meurt brusquement dans la nuit du 30 avril au 1er mai 2016. Il était âgé de 90 ans.